# 윌리엄 에티
윌리엄 에티(William Etty RA, 1787년 3월 10일 – 1849년 11월 13일)는 누드 인물이 포함된 역사화로 가장 잘 알려진 영국 예술가였다. 누드와 정물화를 그린 최초의 중요한 영국 화가였다. 요크에서 태어나 12세에 학교를 그만두고 킹스턴어폰헐에서 견습 인쇄공이 되었다. 7년 후 견습 과정을 마치고 런던으로 이주하여 1807년 왕립 아카데미 학교에 입학했다. 그곳에서 그는 토머스 로렌스(Thomas Lawrence) 밑에서 공부하고 다른 예술가들의 작품을 복사하면서 훈련을 받았다. Etty는 사실적인 살색을 그리는 능력으로 왕립 예술 아카데미에서 존경을 받았지만 런던에서 처음 몇 년 동안 상업적이거나 비판적인 성공은 거의 없었다.